# White Bluffs
White Bluffs az Amerikai Egyesült Államok északnyugati részén, Washington állam Benton megyéjében elhelyezkedő kísértetváros.

## Történet
A térség első lakói a wanapum indiánok voltak. Az első, fehérek által alapított település 1861-ben jött létre a Columbia folyó keleti partján, ahonnan az aranyláz miatt Brit Columbia felé közlekedőknek lóvontatású kompot létesítettek. Az 1890-es években a település a folyó nyugati partján kezdett terjeszkedni.
A kormány 1921-ben 99, a világháborús veteránoknak szánt lakóház építésébe kezdett, de a projektet 1925-ben leállították.
A hanfordi nukleáris komplexum kivitelezése miatt 1943 márciusában a lakók három és hatvan nap közötti időt kaptak otthonaik elhagyására. Az épületek és gyümölcsöskertek többségét elbontották. A helyi temetőt felszámolták, a holttesteket pedig az 50 kilométerre fekvő kelet-prosseri temetőbe szállították át.

## Fordítás
- Ez a szócikk részben vagy egészben  a   White Bluffs, Washington című angol Wikipédia-szócikk ezen változatának fordításán alapul.  Az eredeti cikk szerkesztőit annak laptörténete sorolja fel. Ez a jelzés csupán a megfogalmazás eredetét és a szerzői jogokat jelzi, nem szolgál a cikkben szereplő információk forrásmegjelöléseként.